# Dreifaltigkeitskirche (Meßbach)

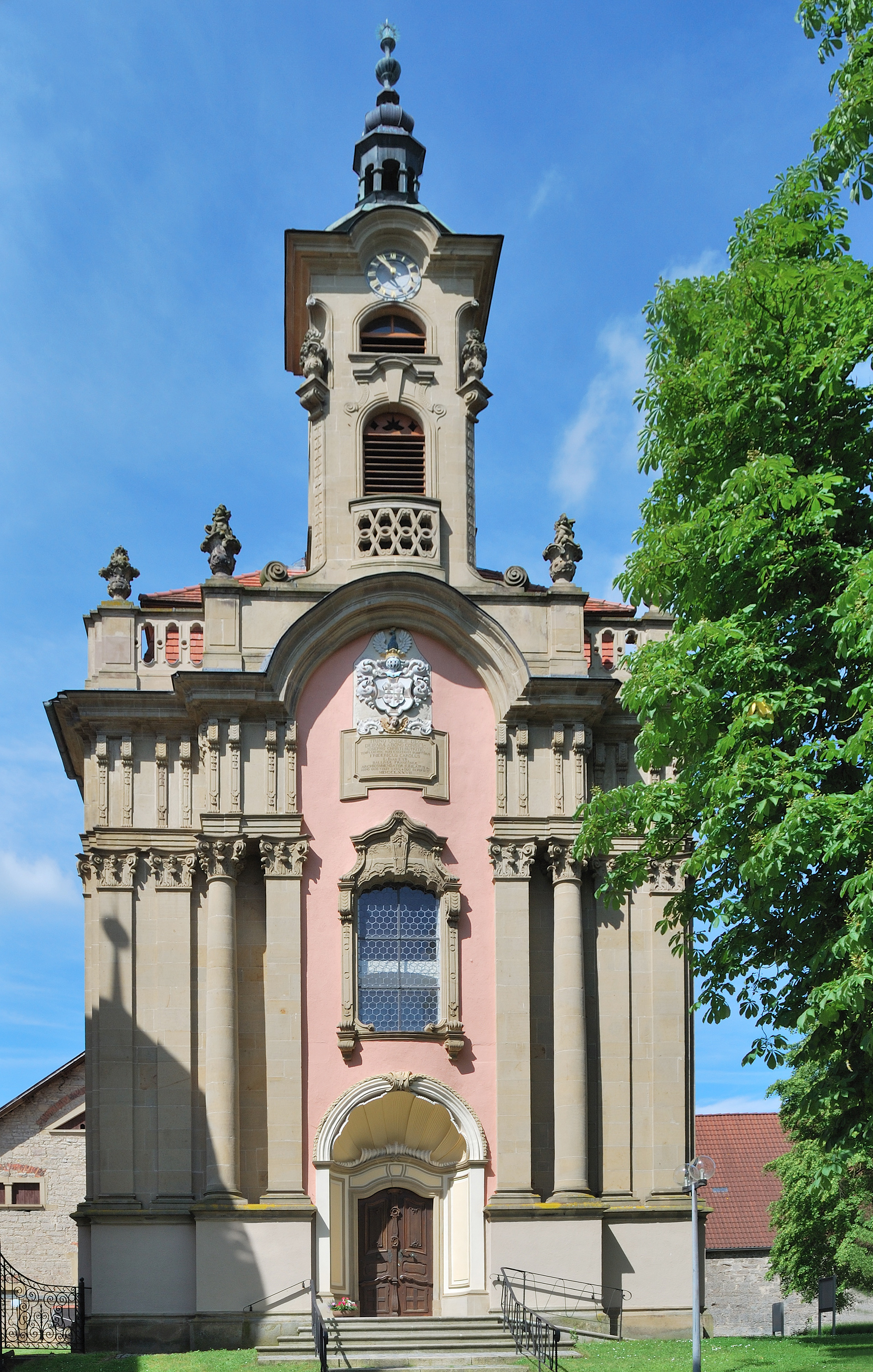
Dreifaltigkeitskirche in Meßbach

Die römisch-katholische Pfarrkirche Zur Heiligsten Dreifaltigkeit in Meßbach, einem Gemeindeteil von Dörzbach im Hohenlohekreis im nördlichen Baden-Württemberg, wurde 1776/77 im Stile des Rokoko errichtet. 

## Geschichte
Die Kirche wurde vermutlich nach Plänen von Matthias Binder, einem Baumeister des Deutschen Ordens, gleich neben dem Schloss der Freiherren von Palm errichtet. Geweiht wurde die Kirche am 8. September 1777 vom Würzburger Weihbischof Johann Anton von Gebsattel.
Restaurierungen erfolgten in den Jahren 1881, 1971 und 2017. Für die letzten Restaurierungsmaßnahmen, die die Deckenkonstruktion und die Malerei betrafen, stellte die Deutsche Stiftung Denkmalschutz 110.000 Euro bereit.

## Beschreibung

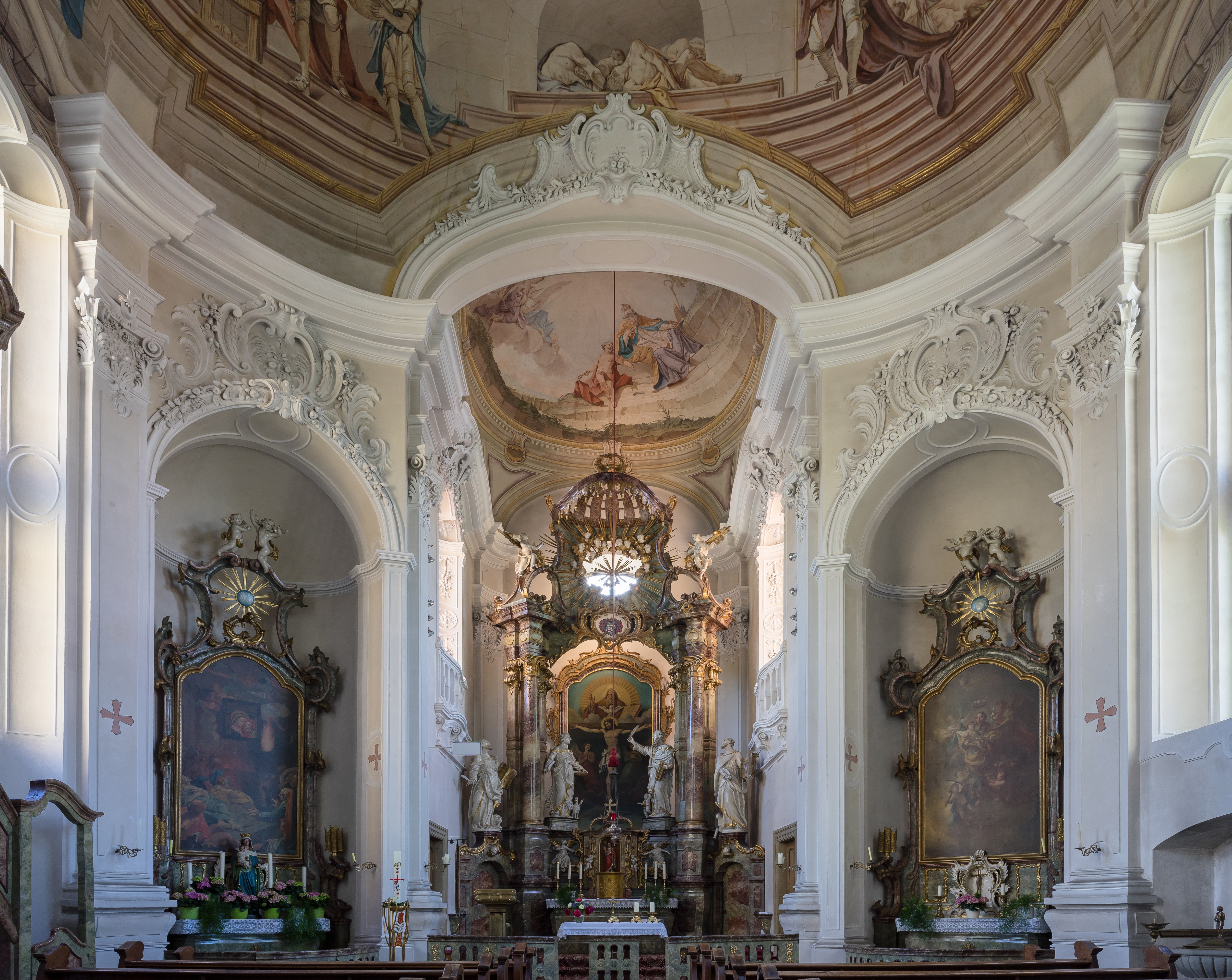
Dörzbach-Meßbach, Dreifaltigkeitskirche – Blick zum Altar

Der Grundriss der Kirche ist nahezu quadratisch, im Westen schließt sich ein ebenfalls fast quadratischer Chor an. Die Fassade ist durch Elemente wie Säulen und Gesimse reich gegliedert und wird von einem Dachreiter überragt.

## Ausstattung
Für die prächtige Innenausstattung griff der Bauherr Friedrich Karl von Eyb auf namhafte Künstler in seiner Region zurück. Der Hochaltar stammt von Johann Andreas Sommer, die Deckenfresken des Spiegelgewölbes schuf Matthäus Günther, die das Wirken des hl. Karl Borromäus zeigen, der sich in Mailand während der Pestepidemie in den 1570er-Jahren um Arme und Kranke kümmerte.

## Sonstiges
In Meßbach gibt es auch einen Dreifaltigkeitsbildstock von 1874.